# Platforma chińska
Platforma chińska (prekambryjskie platformy wschodnioazjatyckie) – zespół platform prekambryjskich, zwanych tu masywami prekambryjskimi, rozdzielonych strefami fałdowymi z paleozoiku i mezozoiku.
Platforma chińska zajmuje południowo-wschodnią część kontynentu azjatyckiego. Od północy i zachodzie ograniczona jest pasmem uralsko-mongolskim, od południa Himalajami i pasmem indochińskim, na wschodzie sięga po morza szelfowe (Morze Wschodniochińskie).
Składa się z kilku masywów prekambryjskich. Są to:
- masyw tarymski,
- masyw cajdamski,
- masyw ałaszański,
- masyw tybetański,
- masyw północno-wschodni (masyw mandżurski),
- masyw północno-chiński,
- masyw południowo-chiński.